# (22538) Lucasmoller
(22538) Lucasmoller (1998 FS63) – planetoida z pasa głównego asteroid okrążająca Słońce w ciągu 3,27 lat w średniej odległości 2,2 j.a. Odkryta 20 marca 1998 roku.